# Тулехмо, Артту
Артту Тулехмо (фин. Arttu Tulehmo; 2 мая 2007, Тампере) — финский футболист, полузащитник клуба «Ильвес», выступающий на правах аренды за клуб КТП.

## Клубная карьера
Тулехмо является воспитанником молод'жной академии клуба своего родного города «Ильвес». Он начал играть в футбол в молодёжной команде клуба, когда ему было четыре года. Летом 2022 года Тулехмо был среди пяти молодых игроков, подписавших молодёжный контракт с «Ильвесом».
Тулехмо дебютировал во взрослой команде в 2023 году в составе резервной команды клуба «Ильвес II», играя в группе B третьего дивизиона «Какконен». Всего он сыграл восемь матчей и забил один гол в сезоне «Какконен» 2023 года. Он также был включен в основной состав команды «Ильвеса» 5 июля 2023 года в четвертьфинал Кубка Финляндии 2023 года против ВИС, но остался на  скамейке запасных.
4 января 2024 года, в возрасте 16 лет, Тулехмо подписал свой первый профессиональный контракт с «Ильвесом» на три года. Дебютировал за основную команду 3 февраля 2024 года в матче Кубка лиги Финляндии против «Ваасана Паллосеуры». 12 июня 2024 года Тулехмо дебютировал в Вейккауслиге, в победном (2:0) выездном матче против «Интер Турку».
1 января 2025 годя Тулехмо был отдан на сезон в аренду КТП.

## Карьера в сборной
Тулехмо регулярно представлял Финляндию в юношеских сборных до 15, до 16 и до 17 лет. 6 мая 2023 года Тулехмо сделал хет-трик за сборную Финляндии до 16 лет в товарищеской матче против сборной Уэльса до 16 лет (3:1).